# Nolima infensa
Nolima infensa is een insect uit de familie van de Mantispidae, die tot de orde netvleugeligen (Neuroptera) behoort. 
Nolima infensa is voor het eerst wetenschappelijk beschreven door Navás in 1924.